# Donja Otulja
Donja Otulja (en serbe cyrillique : Доња Отуља) est un village de Serbie situé sur le territoire de la Ville de Vranje, district de Pčinja. Au recensement de 2011, il comptait 81 habitants.

## Démographie
| 1948 | 1953 | 1961 | 1971 | 1981 | 1991 | 2002 | 2011 |
| ---- | ---- | ---- | ---- | ---- | ---- | ---- | ---- |
| 171  | 178  | 166  | 159  | 156  | 108  | 101  | 81   |

|  |